# Montreux Volley Masters de 2007
O Montreux Volley Masters de 2007 foi realizado em Montreux, Suíça entre 5 de junho e 10 de junho de 2007. Participaram do torneio 8 seleções. A Seleção da China venceu o torneio, Cuba ficou em segundo e a Holanda em terceiro.

## Seleções participantes
- China
- Cuba
- Alemanha
- Holanda
- Polônia
- Rússia
- Sérvia
- Turquia

## Grupos
| Grupo A                              | Grupo B                    |
| ------------------------------------ | -------------------------- |
| Alemanha Países Baixos Rússia Sérvia | China Cuba Polónia Turquia |

## Grupo A
| Pos | Equipe        | Pts | J | V | D | SP | SC | PP  | PC  |
| --- | ------------- | --- | - | - | - | -- | -- | --- | --- |
| 1   | Países Baixos | 6   | 3 | 3 | 0 | 9  | 4  | 297 | 262 |
| 2   | Sérvia        | 5   | 3 | 2 | 1 | 8  | 4  | 277 | 240 |
| 3   | Alemanha      | 4   | 3 | 1 | 2 | 5  | 7  | 263 | 267 |
| 4   | Rússia        | 3   | 3 | 0 | 3 | 2  | 9  | 207 | 275 |

PTS - pontos, J - jogos, V - vitórias, D - derrotas, SP - sets pró, SC - sets contra, PP - pontos pró, PC - pontos contra

### Resultados
| 5 de junho de 2007 |       |               |
| Sérvia             | 2 – 3 | Países Baixos |
| 6 de junho de 2007 |       |               |
| Países Baixos      | 3 – 2 | Alemanha      |
| Rússia             | 1 – 3 | Sérvia        |
| 7 de junho de 2007 |       |               |
| Rússia             | 1 – 3 | Alemanha      |
| 8 de junho de 2007 |       |               |
| Sérvia             | 3 – 0 | Alemanha      |
| Rússia             | 0 – 3 | Países Baixos |

## Grupo B
| Pos | Equipe  | Pts | J | V | D | SP | SC | PP  | PC  |
| --- | ------- | --- | - | - | - | -- | -- | --- | --- |
| 1   | China   | 5   | 3 | 2 | 1 | 8  | 4  | 267 | 234 |
| 2   | Cuba    | 5   | 3 | 2 | 1 | 8  | 5  | 289 | 263 |
| 3   | Turquia | 4   | 3 | 1 | 2 | 6  | 8  | 296 | 310 |
| 4   | Polónia | 3   | 3 | 1 | 2 | 3  | 8  | 210 | 255 |

PTS - pontos, J - jogos, V - vitórias, D - derrotas, SP - sets pró, SC - sets contra, PP - pontos pró, PC - pontos contra

### Resultados
| 5 de junho de 2007 |       |         |
| China              | 3 – 1 | Turquia |
| Polónia            | 0 – 3 | Cuba    |
| 6 de junho de 2007 |       |         |
| China              | 3 – 0 | Polónia |
| 7 de junho de 2007 |       |         |
| Turquia            | 2 – 3 | Polónia |
| China              | 2 – 3 | Cuba    |
| 8 de junho de 2007 |       |         |
| Cuba               | 2 – 3 | Turquia |

## Finais
|  | Semifinais                    | Semifinais                    |   |                                | Final                          | Final |  |
|  |                               |                               |   |                                |                                |       |  |
|  | 9 de junho de 2007 - Montreux |                               |   |                                |                                |       |  |
|  | Países Baixos                 | 0                             |   |                                |                                |       |  |
|  | Cuba                          | 3                             |   |                                |                                |       |  |
|  |                               |                               |   |                                |                                |       |  |
|  |                               |                               |   |                                | 10 de junho de 2007 - Montreux |       |  |
|  |                               |                               |   |                                | Cuba                           | 0     |  |
|  |                               | China                         | 3 |                                |                                |       |  |
|  |                               |                               |   |                                |                                |       |  |
|  |                               |                               |   |                                |                                |       |  |
|  |                               |                               |   |                                | 3° lugar                       |       |  |
|  | 9 de junho de 2007 - Montreux | 9 de junho de 2007 - Montreux |   | 10 de junho de 2007 - Montreux | 10 de junho de 2007 - Montreux |       |  |
|  | China                         | 3                             |   | Países Baixos                  | 3                              |       |  |
|  | Sérvia                        | 0                             |   |                                | Sérvia                         | 1     |  |

|  | Disputa do 5° ao 8° lugar     | Disputa do 5° ao 8° lugar |   |  | 5° lugar                       | 5° lugar |  |
|  |                               |                           |   |  |                                |          |  |
|  | 9 de junho de 2007 - Montreux |                           |   |  |                                |          |  |
|  | Alemanha                      | 3                         |   |  |                                |          |  |
|  | Polónia                       | 1                         |   |  |                                |          |  |
|  |                               |                           |   |  |                                |          |  |
|  |                               |                           |   |  | 10 de junho de 2007 - Montreux |          |  |
|  |                               |                           |   |  | Alemanha                       | 3        |  |
|  |                               | Turquia                   | 0 |  |                                |          |  |
|  |                               |                           |   |  |                                |          |  |
|  |                               |                           |   |  |                                |          |  |
|  |                               |                           |   |  |                                |          |  |
|  | 9 de junho de 2007 - Montreux |                           |   |  |                                |          |  |
|  | Turquia                       | 3                         |   |  |                                |          |  |
|  | Rússia                        | 0                         |   |  |                                |          |  |